# 万阿纳普
万阿纳普（法語：Vingt-Hanaps，法語發音：[vɛ̃ anap]）是法国奥恩省的一个旧市镇，位于该省南部，属于阿朗松区。2016年1月1日，万阿纳普和相邻的另外2个市镇合并为新市镇埃库沃（Écouves）。

## 地理
万阿纳普（48°31'22"N, 0°8'15"E）面积11.58 平方千米，位于法国诺曼底大区奧恩省，该省份为法国西北部内陆省份，北起顺时针与卡爾瓦多斯省、厄尔省、厄尔-卢瓦省、萨尔特省、马耶讷省和芒什省接壤。
与万阿纳普接壤的市镇（或旧市镇、城区）包括：圣热尔韦迪佩龙、福尔日、勒布永、拉雷、梅尼勒埃勒、埃库沃。

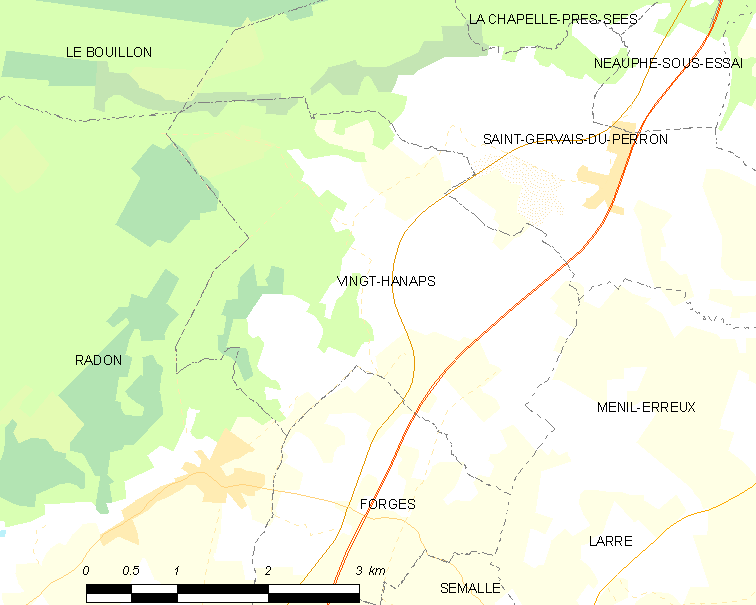
万阿纳普的OSM定位图

万阿纳普的时区为UTC+01:00、UTC+02:00（夏令时）。

## 行政
万阿纳普的邮政编码为61250，INSEE市镇编码为61509。

## 政治
万阿纳普所属的省级选区为埃库沃县。

## 人口

1962-2008年间万阿纳普人口变化图示

万阿纳普于2018年1月1日时的人口数量为443人。